# Sanarate
Sanarate är en kommunhuvudort i Guatemala.   Den ligger i departementet Departamento de El Progreso, i den centrala delen av landet, 40 km öster om huvudstaden Guatemala City. Sanarate ligger 833 meter över havet och antalet invånare är 15 843.
Terrängen runt Sanarate är huvudsakligen kuperad, men den allra närmaste omgivningen är platt. Runt Sanarate är det ganska tätbefolkat, med 100 invånare per kvadratkilometer. Sanarate är det största samhället i trakten. I omgivningarna runt Sanarate växer huvudsakligen savannskog.